# Thaiföld a 2013-as úszó-világbajnokságon
Thaiföld 15 sportolóval vett részt a 2013-as úszó-világbajnokságon, akik úszásban és szinkronúszásban indultak.

## Úszás
Férfi
| Versenyző        | Verseny                 | Selejtező | Selejtező | Elődöntő          | Elődöntő          | Döntő             | Döntő             |
| Versenyző        | Verseny                 | Idő       | Helyezés  | Idő               | Helyezés          | Idő               | Helyezés          |
| ---------------- | ----------------------- | --------- | --------- | ----------------- | ----------------- | ----------------- | ----------------- |
| Nuttapong Ketin  | 200 méteres mellúszás   | 2:19.71   | 39        | Nem jutott tovább | Nem jutott tovább | Nem jutott tovább | Nem jutott tovább |
| Nuttapong Ketin  | 400 méteres vegyesúszás | 4:30.67   | 34        |                   |                   | Nem jutott tovább | Nem jutott tovább |
| Radomyos Matjiur | 50 méteres mellúszás    | 29.41     | 53        | Nem jutott tovább | Nem jutott tovább | Nem jutott tovább | Nem jutott tovább |
| Radomyos Matjiur | 100 méteres mellúszás   | 1:03.27   | 46        | Nem jutott tovább | Nem jutott tovább | Nem jutott tovább | Nem jutott tovább |

Női
| Versenyző                 | Verseny                | Selejtező | Selejtező | Elődöntő          | Elődöntő          | Döntő             | Döntő             |
| Versenyző                 | Verseny                | Idő       | Helyezés  | Idő               | Helyezés          | Idő               | Helyezés          |
| ------------------------- | ---------------------- | --------- | --------- | ----------------- | ----------------- | ----------------- | ----------------- |
| Natthanan Junkrajang      | 200 méteres gyorsúszás | 2:01.02   | 27        | Nem jutott tovább | Nem jutott tovább | Nem jutott tovább | Nem jutott tovább |
| Natthanan Junkrajang      | 400 méteres gyorsúszás | 4:19.77   | 26        |                   |                   | Nem jutott tovább | Nem jutott tovább |
| Benjaporn Sriphanomithorn | 100 méteres gyorsúszás | 58.33     | 50        | Nem jutott tovább | Nem jutott tovább | Nem jutott tovább | Nem jutott tovább |
| Benjaporn Sriphanomithorn | 800 méteres gyorsúszás | 9:05.32   | 31        |                   |                   | Nem jutott tovább | Nem jutott tovább |

## Szinkronúszás
| Versenyző(k) | Verseny               | Selejtező | Selejtező | Döntő               | Döntő               |
| Versenyző(k) | Verseny               | Pont      | Helyezés  | Pont                | Helyezés            |
| --- | --------------------- | --------- | --------- | ------------------- | ------------------- |
| Dhitaya Tanabunsombat | Egyéni szabad program | 54.960    | 34        | Nem jutott tovább   | Nem jutott tovább   |
| Dhitaya Tanabunsombat | Egyéni rövid program  | 55.200    | 35        | Nem jutott tovább   | Nem jutott tovább   |
| Aphichaya Saengrusamee Arpapat Saengrusamee | Páros szabad program  | 56.090    | 37        | Nem jutottak tovább | Nem jutottak tovább |
| Aphichaya Saengrusamee Arpapat Saengrusamee | Páros rövid program   | 55.400    | 33        | Nem jutottak tovább | Nem jutottak tovább |
| Suthinisa Jangjun Arthittaya Kittithanatpum Nantaya Polsen Aphichaya Saengrusamee Arpapat Saengrusamee Chananamon Sangakul Dhitaya Tanabunsombat Busarin Tanabutchot Nujarin Tanabutchot Pasana Tongsakul* Manisorn Tritipetsuwan | Kombinációs kűr       | 58.730    | 17        | Nem jutottak tovább | Nem jutottak tovább |